# Epiphora rectifascia
Espèce
Epiphora rectifascia est une espèce de lépidoptères (papillons) de la famille des Saturniidae.

## Répartition
Exclusivement africain, Epiphora rectifascia se rencontre au Cameroun, Congo, Kenya, Nigeria et en Tanzanie, Ouganda et Zambie.

## Sous-espèces
- Epiphora rectifascia rectifascia
- Epiphora rectifascia watulegei Rougeot, 1974 (Kenya, Tanzanie et Ouganda)
- Epiphora rectifascia ileshana Rougeot, 1955 (Nigeria)